# Palaemonetes karukera
Palaemonetes karukera is een garnalensoort uit de familie van de Palaemonidae. De wetenschappelijke naam van de soort is voor het eerst geldig gepubliceerd in 1979 door Carvacho.